# Chlorochlamys appellaria
Chlorochlamys appellaria är en fjärilsart som beskrevs av Richard F. Pearsall 1911. Chlorochlamys appellaria ingår i släktet Chlorochlamys och familjen mätare. Inga underarter finns listade i Catalogue of Life.